# Haidian
Haidian (chinesisch 海淀区, Pinyin Hǎidiàn qū) ist ein Stadtbezirk der chinesischen Hauptstadt Peking, er liegt nordwestlich des Stadtzentrums und hat eine Fläche von 430,77 km². Die Einwohnerzahl beträgt 3.133.469 (Stand: Zensus 2020). In Haidian befinden sich zahlreiche Universitäten, darunter die beiden renommiertesten Universitäten Chinas, die Peking-Universität und die Tsinghua-Universität. Der Bezirk ist außerdem Heimat des Pekinger „Silicon Valley“ Zhongguancun. Das Pro-Kopf-Einkommen ist für chinesische Verhältnisse sehr hoch und lag 2019 bei 84.733 CNY, wovon im Durchschnitt jedem Bürger 56.630 CNY für den Konsum zur Verfügung standen.

## Geschichte
Bereits in der Zeit der Streitenden Reiche (475–221 v. Chr.) gab es auf dem Gebiet der Gemeinde Dongsheng am Nordufer des Flusses Qinghe (清河) und östlich der heutigen Autobahn Peking-Ürümqi eine befestigte Stadt mit quadratischem Umriss, die von einer Stampflehmmauer mit einem Umfang von 2 km geschützt war. Bei Ausgrabungen im Jahr 1955 fand man dort eine große Zahl von Waffen und landwirtschaftlichen Geräten, die bis in die Han-Dynastie (206 v. Chr. – 220 n. Chr.) hinein datiert wurden. Seit dem 12. Juli 2001 steht die Stätte auf der Liste der Denkmäler der Regierungsunmittelbaren Stadt Peking.
Der Ortsname „Haidian“ taucht in der Form 海店, also „Ladenstraße am See“, erstmals in einem Reisebericht des Beamten und Dichters Wang Yun (王恽, 1227–1304) aus dem Jahr 1261 auf, seinerzeit veröffentlicht in dem Werk „Aufzeichnungen aus der Empfangshalle“ (中堂事记). Aus der Wegbeschreibung lässt sich rekonstruieren, dass damit die heutige Gemeinde Haidian bzw. das Gebietsbüro Wanliu gemeint war.
Schon während der Liao-Dynastie, 937–1125, war Haidian der erste Halt für Reisende, die aus der Südlichen Hauptstadt über den Juyong-Pass nach Norden wollten. Die „Ladenstraße am See“ war das nördliche Ende der heutigen Suzhou-Straße, direkt vor dem Südtor der Universität Peking. Dieses Stück Land liegt etwa 50–52 m über dem Meeresspiegel und damit fünf bis sechs Meter höher als das umliegende Gelände mit einer Meereshöhe von 46–47 m. Die Gegend rund um die Ansiedlung bestand damals aus bewässerten Feldern und erinnerte stark an die Landschaft in Südostchina. Die 10 km Entfernung von der Hauptstadt stellten für Handelskarawanen einen idealen Punkt für ihren Mittagshalt dar.
In der Ming-Dynastie (1368–1644) verschob sich das Stadtzentrum Pekings nach Osten, an seine heutige Stelle. Die Route nach Norden führte nun über die heutige Autobahn Peking–Lhasa durch das Straßenviertel Qinghe, Shahe und Changping zum Juyong-Pass, also östlich an Haidian vorbei. Dadurch verlor der Ort seine Existenzberechtigung. Die Zahl der Restaurants und Geschäfte nahm ab, und die Gegend wurde ab 1463 in der Schreibweise 海甸, also „Vorstadt am See“, bekannt. Auf einem Grabstein aus dem Jahr 1515, der auf dem Gelände der Universität Peking entdeckt wurde, findet sich jedoch noch die Schreibweise 海店; der Ort gehörte damals zur Gemeinde Xiangshan (heute ein Straßenviertel). 
Mitte des 16. Jahrhunderts verlagerten sich die Freizeitaktivitäten der kaiserlichen Familie, die das südostchinesische Flair der Gegend zu schätzen wusste, vom Südlichen Hirschgarten an den Fuß der Westberge. Nun taucht der Name Haidian erstmals in der Schreibweise 海淀 auf, also „seichter See“. Unter Kaiser Aisin Gioro Xuanye der nachfolgenden Qing-Dynastie wurden ab 1709 die mingzeitlichen Gartenanlagen zu den Kaiserlichen Gärten ausgebaut, heute unter der Bezeichnung „Alter Sommerpalast“ bekannt. Seit dieser Zeit wurde fast nur noch die Schreibweise 海淀 verwendet.
Im September 1952 wurde diese Schreibweise für den Stadtbezirk Haidian verbindlich festgelegt. Seit dem 1. Januar 1963, als Teile des damaligen Kreises Changping zu Haidian kamen, existiert der Stadtbezirk in seinen heutigen Grenzen.
Nach dem Ende der Kulturrevolution – in Zhongguancun befand sich damals ein berüchtigtes Umerziehungslager – richtete die Stadt Peking in Haidian drei spezielle Straßenviertel ein, die sogenannten „Akademieviertel“ (大院式街道办事处). Dies waren im Prinzip selbstverwaltete Werkssiedlungen, die zwar der Stadtbezirksregierung unterstanden und auch eine reguläre Polizeiwache besaßen, aber über die Erhebung von Gebühren und Ausgaben für Straßenbau etc. selbst entschieden. Das erste dieser Akademieviertel war am 19. Mai 1979 das Straßenviertel Yongdinglu, wo sich die 2. Akademie des Siebten Ministeriums für Maschinenbauindustrie befand, ein Rüstungsbetrieb, der sich primär mit der Herstellung von Flugabwehrsystemen befasste. Im Juli 1980 folgte das Straßenviertel Qinghuayuan, der Campus der Tsinghua-Universität, und 1981 das Straßenviertel Yanyuan, der Campus der Universität Peking.

## Administrative Gliederung

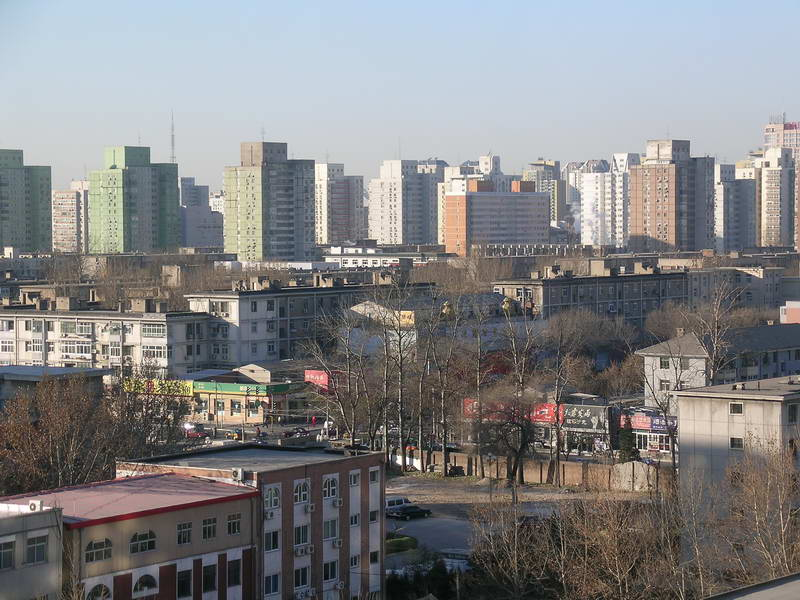
Blick über Haidian

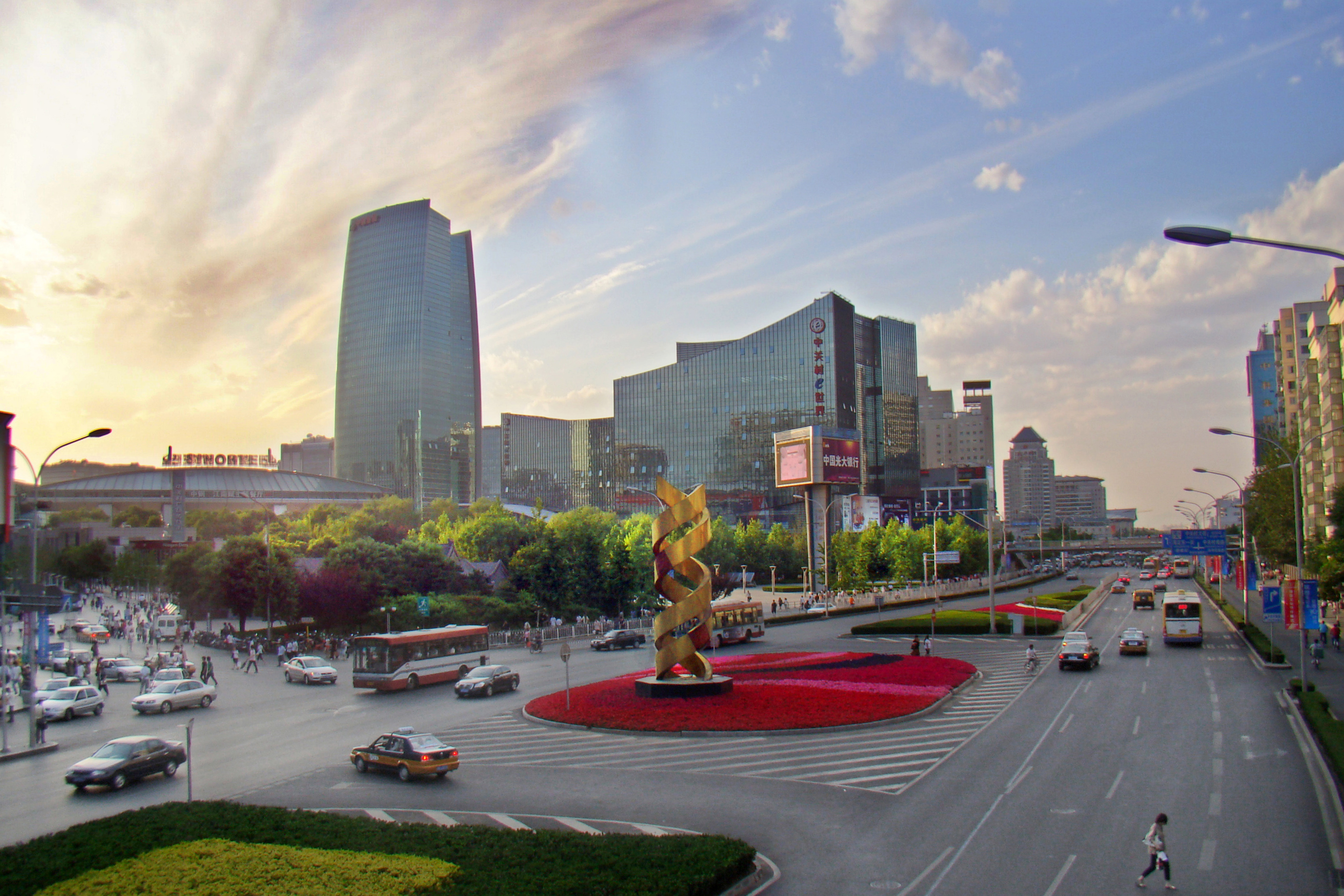
Straße im Straßenviertel Zhongguancun in Haidian

Auf Gemeindeebene setzt sich Haidian aus 22 Straßenvierteln und sieben Gebietsbüros zusammen. Diese sind:
- Straßenviertel Balizhuang (八里庄街道);
- Straßenviertel Beitaipingzhuang (北太平庄街道);
- Straßenviertel Beixiaguan (北下关街道);
- Straßenviertel Ganjiakou (甘家口街道);
- Straßenviertel Haidian (海淀街道);
- Straßenviertel Huayuanlu (花园路街道);
- Straßenviertel Malianwa (马连洼街道);
- Straßenviertel Qinghe (清河街道);
- Straßenviertel Qinghuayuan (清华园街道);
- Straßenviertel Qinglongqiao (青龙桥街道);
- Straßenviertel Shangdi (上地街道);
- Straßenviertel Shuguang (曙光街道);
- Straßenviertel Tiancunlu (田村路街道);
- Straßenviertel Wanshoulu (万寿路街道);
- Straßenviertel Xiangshan (香山街道);
- Straßenviertel Xisanqi (西三旗街道);
- Straßenviertel Xueyuanlu (学院路街道);
- Straßenviertel Yangfangdian (羊坊店街道);
- Straßenviertel Yanyuan (燕园街道);
- Straßenviertel Yongdinglu (永定路街道);
- Straßenviertel Zhongguancun (中关村街道);
- Straßenviertel Zizhuyuan (紫竹院街道);
- Gebietsbüro Dongsheng (东升地区), entspricht der Gemeinde Dongsheng (东升乡);
- Gebietsbüro Wanliu (万柳地区), entspricht der Gemeinde Haidian (海淀乡), Sitz der Stadtbezirksregierung;
- Gebietsbüro Shangzhuang (上庄地区), entspricht der Großgemeinde Shangzhuang (上庄镇);
- Gebietsbüro Sijiqing (四季青地区), entspricht der Großgemeinde Sijiqing (四季青镇);
- Gebietsbüro Sujiatuo (苏家坨地区), entspricht der Großgemeinde Sujiatuo (苏家坨镇);
- Gebietsbüro Wenquan (温泉地区), entspricht der Großgemeinde Wenquan (温泉镇);
- Gebietsbüro Xibeiwang (西北旺地区), entspricht der Großgemeinde Xibeiwang (西北旺镇).